# 嫌日流
『嫌日流』（ハングル：혐일류ヒョミルリュ）は、漫画家の佯病説（ヤン・ビョンソル）によって韓国で発売された漫画である。日本の『マンガ 嫌韓流』に対抗して発表された。日本語版も出版されている。
金城模（キム・ソンモ）による同題の漫画（日本語版の邦題は『マンガ 嫌日流』）とは別作品である。 

## 日本語版
日本語版は有学書林から2006年6月に発売されている。出版社は「日本人からみれば首をかしげたくなる箇所はあるが、韓国の『普通の人』の歴史観の差を知ることに意味がある」としており、ブラックジョークやナンセンスギャグのネタ本として扱われている。
フルカラーだったものがモノクロ印刷になり、綴じが韓国版とは逆になっている。
帯には「ハワイも自分のものだと言ってみろ! そうしたら独島（日本名：竹島）は返してあげよう」と書かれている。

## 書誌情報
- ヤン・ビョンソル作・画『嫌日流』トラッシュ訳、有学書林、2006年7月。ISBN 4-901757-05-9。